# 渡辺の門
渡辺の門（わたなべのもん）とは、かつて山梨県韮崎市若宮2丁目に1951年から1990年代中頃まで存在した進学塾。 塾長は渡辺勇三。 海軍飛行予科練習生の出身という経歴を持ち、塾では旧帝国海軍の指導方法を根底においたスパルタ教育を行っていた。
塾の歴史は約40年におよぶため、以下記述する。内容は主に1980年代から1990年代にかけての事柄である。

## 寮制度
設立当初は地元の児童生徒を対象とした小規模の私塾であった「渡辺の門」だが、塾長の教育方針に賛同する者が増え、次第に地元以外からの入塾希望者も出てくるようになった。 そのため寮が建設され、日本全域から、時には台湾からの入塾者も抱えるようになった。最盛期には100名を超える入寮者がいたとされる。入寮期間に特段の定めはなく、中学校卒業時点、高等学校卒業時点などの節目で保護者が退寮希望を出すケースがほとんどであった。まれに大学卒業時点まで寮生活を送った者もいた。
主に小学生が西寮と呼ばれる棟に居住し、中学生、高校生は東寮に居住していた。昼間は地元の公立学校（小学校は韮崎市立韮崎小学校、中学校は韮崎東中学校）に通い、早朝・夜間および休日は塾での教育を受けた。
韮崎市民から入寮者は「塾生」「寮生」と呼ばれることが多かった。
入寮者の中には、「渡辺の門」がスパルタ教育を行っているがゆえに、進学指導よりもむしろ、心身修練のために保護者から強制的に入寮させられた子も多くいた。塾生の中には塾頭自身の孫も所属していた時期があった。

## 寮設備
寮で自習・授業を受けるフロアーは「道場」と呼ばれていた。入室の際は直立不動の姿勢から深々と一礼し、「お願いします」と大声を張り上げなくてはならなかった。竹刀を構えた塾長が一礼の角度や声の大きさ速さをチェックし、不十分と見なされた者はやり直しを命じられた。 寮には西寮と東寮との二棟があり、西寮の階下には武道場があった。寮外壁には脱走や禁じられている夜間の外出などができないように有刺鉄線が張られていた。 エアコンやストーブなどの冷暖房器具は一切なく、冬場の靴下の着用も禁止され素足で過ごした。浴場の設備はなく、週末になると地元にある二つの銭湯のどちらかに通っていた。夏場は洗濯場のスノコの上で水を浴びる塾生が多かった。また、テレビ・ラジオもなく、もちろん娯楽品の類の持ち込みも禁止されていた。

## 塾でのスケジュール
- 平日
朝5時30分起床。寮入り口に集合し、その場で腕立て伏せなどの準備運動を行う。その後、寮を出てのランニング。およそ1km強を走る。 ランニング終了後、前述の「道場」にて朝の自習および不定期ではあるが、「水ビシーン」（後述の「体罰の種類」を参照）を受ける。
朝食を取り、各自地元の学校へ登校する。
学校でのクラブ活動は認められていなかったため、放課後はすぐに帰寮しなければならない。夕食と途中10分程の休憩をはさみながら、午後10時の就寝まで自習、あるいは塾長の授業を受ける。
週に一度、塾長の友人で「嵐（あらし）」と呼ばれる男性による剣道の稽古が武道場にて行なわれる。

- 休日（日曜・祭日）
朝6時 - 6時30分頃起床。6時30分より「精神訓練」（後述の「体罰の種類」を参照）を受ける。その後塾長による訓話がある。訓話を聴く際に無作為に指名された塾生に対し、道場前に掲げてある塾生たる者の心得（内容：一度、渡辺の門に入る者は、先ず国立大学に入学する事を目的とすべし。道は遠く険しくとも強烈なる意思と普段の努力をもって貫徹すべき也。彼も人也。我も人也。我のみに出来ざるはあらじ。ただ努力足らざるのみ。人一度読めば我此れを三度読まんとす。人三度読めば我此れを五度読まんとす。受験は学生の戦争也。あぁ今日よりは狂人の如く、気違いの如く勉学し断じて初志を貫徹せん。勇奮の日 渡辺勇三）を暗唱させる事もあった。その後「道場」にて朝の自習および朝食。12時頃まで自習および授業。12時より15時迄、昼食と自由時間。その間、銭湯に行く（風呂が寮には存在しないため）、洗濯をする、友人と遊ぶ、マンガを読む、など、それぞれ自由に時間をすごす。自由時間の後は夕食をはさんで、午後10時の就寝まで自習および授業が続く。

## 体罰の種類
「渡辺の門」では、塾長による体罰が行なわれていた。 ただし塾長自身は自らの行為を、「坐禅における警策」
のようなもの、すなわち、「注意を促し覚醒させる、あるいは気合いを入れ、勉強に集中させる」行為であり、
「罰」として行なっているのではない、としていた。
- 水ビシーン
平日のランニングが終了した後、不定期で行われる。夜間の勉強の合間に行われることもあった。
氷点下の真冬であっても素っ裸になり、手洗い場で、バケツいっぱいに汲んである冷水を「エイッ」と声を出しながら肩から全身にかぶる。 その後、塾長に向かって「お願いします」と一礼し、手洗い場に手をつく。両腕・両足を伸ばして、背中をまっすぐにし、背後に立つ塾長より竹鞭で背中を打たれる。 打たれた後は、「ありがとうございました」と再度一礼する。 一発だけだが、力一杯打たれるので、「ビシッ」という大きな音が響き、背中にはミミズ腫れができる。竹鞭が折れることもある。 もともとは下記の「精神訓練」の一環であったが、「水」をかぶって「ビシッ」と打たれることから、「水ビシーン」と呼ばれるようになった。
「渡辺の門」での特徴的な体罰であるため、「絵になる」と考えたテレビ・雑誌などでそのシーンが多く放送・掲載された。取材に来た男性レポーターも体験させられた。
また、メディアの取材・撮影用に、わざわざ塾生に「水ビシーン」を受けさせたこともある。 通常素っ裸で行われる「水ビシーン」も、取材の際には下着（ブリーフ）姿、水着姿、あるいタオルを腰に巻いた姿で行われた。

- 精神訓練
学校が休みになる日曜・祭日の早朝に行われる。 「道場」の入り口で入塾の古い先輩塾生から順に塾長に氏名を大きな声で告げた後、入室。
直立不動で「朝の精神訓練お願いします」と一礼し、勉強机に手をついて、四つんばいの姿勢になる。 背後に立つ塾長より鉄棒入りの竹刀で尻を打たれる。 打たれた後は、直立不動の姿勢に戻り、「ありがとうございました」と再度一礼する。打たれるのは一発。しかも前述の「水ビシーン」と異なりズボンの上から打たれるのであるが、竹刀は中に鉄棒を挟み込んだ「気合刀」と呼ばれるものが使用されたため、痛さは相当なものであった。

- ビンタ
平日・休日を問わず、塾長の判断により、ほほを打たれる。 いわゆる「横ビンタ」である。塾長の出題した問題に答えられなかったり、寮生活において粗相をした場合、授業時間中にトイレに行く際などに打たれた。

- さらし首
塾生の口の中に塾長が親指を突っ込み、両側にひっぱる。くちびるが切れて血が流れることがあった。

- 百叩き
市内の商店で万引きをしたり、学校内で暴力行為に及んだりした、いわゆる素行不良の塾生に対しての体罰。上半身裸で、前述の「精神訓練」のように四つんばいの姿勢を取らせた後、竹鞭で背中を打つ。見せしめの要素が強く、かなりの回数打つことになる。

## 戸塚ヨットスクールとの比較
「渡辺の門」では、塾生が親元を離れ単身にて寮に居住するなどの事情から、しばしば「戸塚ヨットスクール」との比較がなされていた。 両者とも同じスパルタ教育方式を採用していたが、「戸塚ヨットスクール」と異なり、「渡辺の門」は、以下を根底とした教育方針を行っていた。
1. 学習活動に主眼を置いていた。
2. 入寮者が100人を超えた最盛期であっても、スタッフは塾長一人のみで、剣道を教える「嵐」以外の外部講師やコーチはいなかった。
3. 塾長による体罰はあったが、それが元での刑事/民事告訴はなかった。さらに、寮内での死亡事件や自殺事件も起きていなかった。

という大きな相違が見られる。

## 「渡辺の門」の終焉
塾長の年齢などからくる健康状態の限界や世間の教育環境の変化もあり、1990年代に入ると入寮者が激減してしまい寮生は数名のみになる。 それでも塾長は自身の信念から塾を続けた。 晩年の1994年には育英資金として7000万円を韮崎市に寄付している。
塾長の死去後に「渡辺の門」は閉鎖され、塾や寮などの建物はすぐに解体され門柱と看板のみが残されていた。2016年現在では門柱と看板は保存され子孫と思われる人物の工務店の事務所が建てられている。